# اویتا (روسیه)
اویتا (به لاتین: Uyta) یک منطقهٔ مسکونی در روسیه است که در استان آرخانگلسک واقع شده‌است.